# Картер Лејк (Ајова)
Картер Лејк (енгл. Carter Lake) град је у америчкој савезној држави Ајова. По попису становништва из 2010. у њему је живело 3.785 становника.

## Демографија
Према попису становништва из 2010. у граду је живело 3.785 становника, што је 537 (16,5%) становника више него 2000. године.
| Група             | 2000.         | 2010.         |
| Белци             | 3.077 (94,7%) | 3.214 (84,9%) |
| Афроамериканци    | 8 (0,2%)      | 38 (1,0%)     |
| Азијати           | 8 (0,2%)      | 20 (0,5%)     |
| Хиспаноамериканци | 94 (2,9%)     | 435 (11,5%)   |
| Укупно            | 3.248         | 3.785         |